# Pteropus pumilus
Pteropus pumilus — вид рукокрилих, родини Криланових.

## Поширення, поведінка
Країни поширення: Індонезія, Філіппіни. Висота проживання: від рівня моря до 1110 м, рідко до 1250 м. Пов'язаний з первинними і добре розвиненими вторинними низинними лісами. Розмножується один раз в рік.